# Els Arenys
Els Arenys es una entidad de población española del municipio de El Pont de Bar, perteneciente a la provincia de Lérida, en la comunidad autónoma de Cataluña. En 2022, tenía empadronados seis habitantes.